# Celereon
Celereon är ett släkte av steklar. Celereon ingår i familjen bracksteklar.
Kladogram enligt Catalogue of Life:
| Celereon | \| \| Celereon inescator \| \| \| \| \| \| Celereon paululor \| \| \| \| \| \| Celereon pullator \| \| \| \| |
|          | \| \| Celereon inescator \| \| \| \| \| \| Celereon paululor \| \| \| \| \| \| Celereon pullator \| \| \| \| |
|          | Celereon inescator                                                                                           |
|          | |
|          | Celereon paululor                                                                                            |
|          | |
|          | Celereon pullator                                                                                            |
|          | |